# طباعة بالليزر
الطباعة بالليزر هي عملية طباعة رقمية كهروستاتيكية. تنتج نصوصًا ورسومات عالية الجودة (وصورًا فوتوغرافية معتدلة الجودة) بتمرير شعاع ليزر ذهابًا وإيابًا عدة مرات على أسطوانة سالبة الشحنة تسمى «أسطوانة الحبر» لتحديد صورة مشحونة تفاضليًا. بعد ذلك، تجمع الأسطوانة مسحوق الحبر المشحون كهربائياً بصورة انتقائية، وتنقل الصورة إلى الورق، الذي يسخَّن بعد ذلك لدمج النص أو الصور أو كليهما بشكل دائم مع الورق. كما في الناسخات الرقمية، تستخدم طابعات الليزر عملية الطباعة بالتصوير الجاف. تختلف الطباعة بالليزر عن التصوير الجاف التقليدي كما هي مطبقة في الناسخات التماثلية إذ أنه في الأخيرة، تُشكَّل الصورة عن طريق عكس الضوء عن المستند الموجود على أسطوانة حبر مكشوفة.
اختُرعت الطابعات الليزرية في شركة بارك إحدى شركات زيروكس في سبعينيات القرن العشرين، وأُدخِلت أسواق الأجهزة المكتبية ثم المنزلية في الأعوام التالية بواسطة شركات آي بي إم، وكانون، وزيروكس، وأبل، وهوليت–باكارد وغيرهم. على مر العقود، زادت الجودة والسرعة مع انخفاض السعر، ومرة واحدة أصبحت أجهزة الطباعة ذات التصميم العصري موجودةً في كل مكان الآن.

## التاريخ

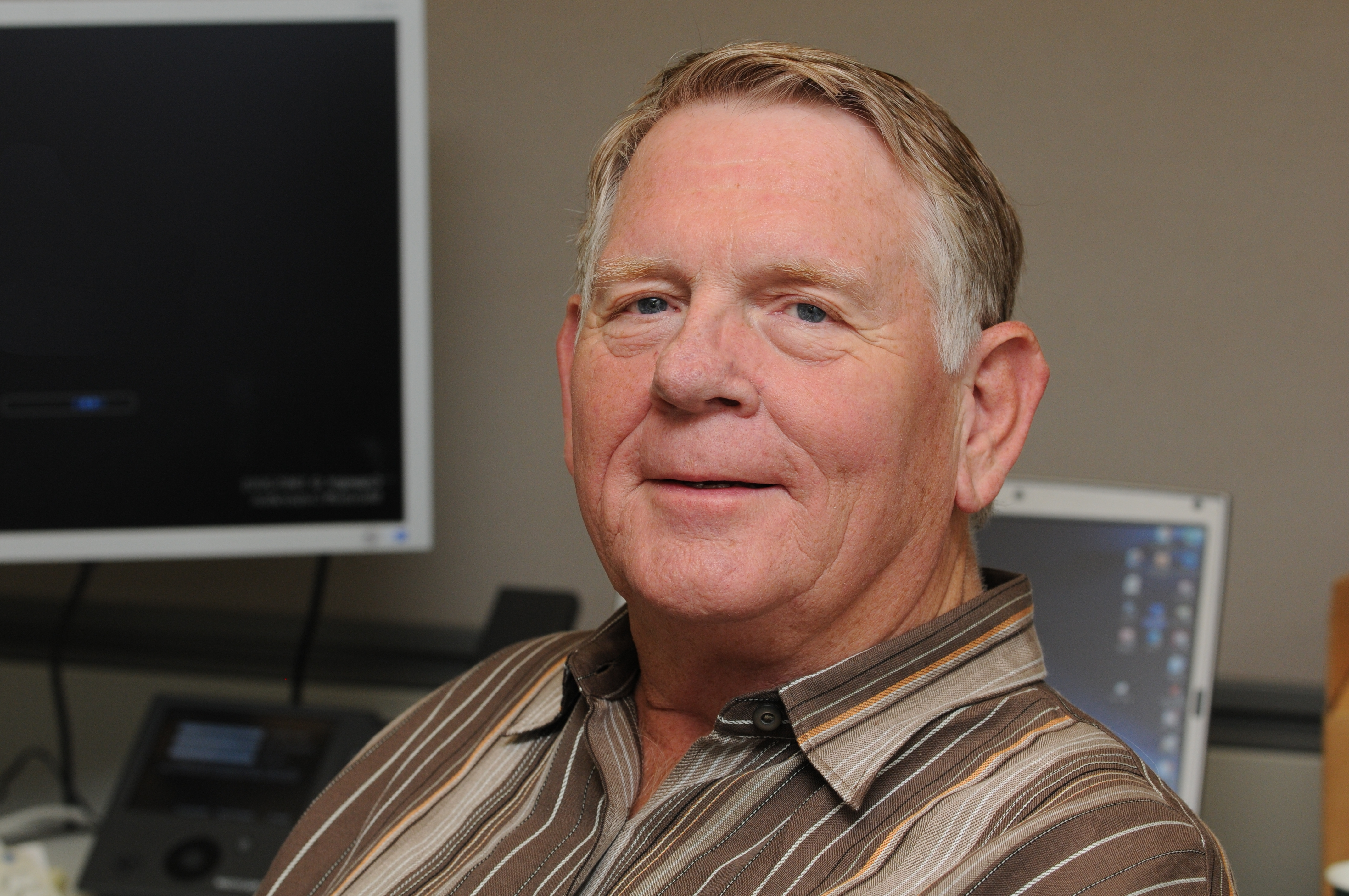
اخترع غاري ستاركويذر (صورته هنا من عام 2009) طابعة الليزر.

في ستينيات القرن العشرين، احتلت شركة زيروكس مكانة مهيمنة في سوق الناسخات. في عام 1969، كان لدى غاري ستاركويذر، الذي كان يعمل في قسم تطوير المنتجات في زيروكس، فكرة استخدام حزمة ليزر «لرسم» صورة لما كان من المقرر نسخه مباشرة على أسطوانة الناسخة. بعد نقله إلى مركز أبحاث بالو ألتو (بارك زيروكس) الذي كان قد تأسس لتوه عام 1971، كيَّف ستاركويذر ناسخة زيروكس 7000 باستحداث إس إل أو تي (المخرج الطرفي لليزر المستعرض ضوئيًا). في عام 1972، عمل ستاركويذر مع بتلر لامبسون ورونالد رايدر لإضافة نظام تحكم ومولد حروف، منتجين طابعة سُميَّت إي إيه آر إس (إيثرنت، مولد حروف ألتو للأبحاث، المخرج الطرفي لليزر المستعرَض ضوئيًا) - التي أصبحت لاحقًا طابعة الليزر زيروكس 9700.
- 1973: كان جهاز زيروكس 1200 «أول طابعة ليزر تجارية».[6][7] وصفه تقرير زيروكس الاسترجاعي لعام 2012 بأنه «أول طابعة تصوير جاف تجارية غير ارتطامية لمخرجات الحاسوب».[8] كان الإدخال إما من شريط مغناطيسي أو مباشرة من جهاز حاسوب كبير (مركزي). جيء بالتقنية من ناسخة زيروكس 3600.
- 1976: كان أول تطبيق تجاري لطابعة ليزر هو آي بي إم 3800 عام 1976. وقد صُمِم لمراكز البيانات، حيث حل محل طابعات الخطوط المتصلة بأجهزة الحاسوب الكبيرة. استُخدِم آي بي إم 3800 للطباعة كبيرة الحجم على الورق المستمر، وحقق سرعات تصل إلى 215 صفحة في الدقيقة (بّي بّي إم)، بدقة 240 نقطة في البوصة (دي بّي آي). بِيعَ أكثر من 8000 جهاز من هذه الطابعات.[9]
- 1977: طًرِح زيروكس 9700 في الأسواق عام 1977. بخلاف آي بي إم 3800، لم يستهدف زيروكس 9700  استبدال أي طابعات مُحددة موجودة بالفعل؛ ولكن، كان لديه دعم محدود لتحميل الخطوط. تفوق زيروكس 9700 في طباعة مستندات عالية القيمة على صفائح قطع ذات محتويات مختلفة (مثل بوليصات التأمين).[9]